# Les Sauvenature
Les Sauvenature est une série télévisée d'animation française en 52 épisodes de 12 minutes, produite par Gaumont et Alphanim. Les personnages et 10 épisodes sont tirés de la série de romans jeunesses Les Sauvenature éditée par Flammarion et écrite par le romancier jeunesse belge Jean-Marie Defossez. Elle est diffusée sur France 5 dans Zouzous depuis le 25 juin 2011, ainsi que sur France Ô dans ôôôôÔ ! également en 20 mai 2013 et rediffusée sur France 4 depuis le 12 avril 2014 et Télétoon entre 6 novembre 2015.
En Belgique, elle a été diffusée à partir du 31 août 2013 sur La Trois dans l'émission OUFtivi.

## Synopsis
Les Sauvenature est le nom d'un réseau créé par trois frères et sœurs, Claire, Julien et Thomas qui a pour mission de défendre les espèces animales et végétales et leurs milieux de vie ! C'est ainsi qu'ils vont voyager aux quatre coins du monde. De la jungle épaisse de Bornéo aux falaises reculées du Grand Canyon, les Sauvenature accompagnés de leurs parents ainsi que de Wifi, leur animal de compagnie qui est un furet vont connaître des aventures les plus extraordinaires les unes que les autres.

## Épisodes
1. En radeau sur les cimes
2. Pangolins en contrebande
3. Mission en mer Caspienne
4. Le trésor des Rimbas
5. Iguana Parc
6. S.O.S. Bonobos
7. Des koalas dans la fournaise
8. De l'eau pour tous
9. Que vivent les papillons !
10. Pandas en danger
11. La forêt des Sengis
12. Gare aux loups
13. Un amour de furet
14. Hôtel Colibris
15. La muraille verte
16. Le vol du condor
17. Une Starlette à Phuket
18. La revanche des renards volants
19. Alerte sur le récif
20. Le roi du cirque
21. Escale à Bornéo
22. Le vol du pélican
23. Razzia sur les caméléons
24. Les dernières sirènes
25. Pétrole en Alaska
26. L'œuf ou la tortue
27. Dauphin prisonnier
28. La fiancée du rhinocéros
29. Les larmes du gavial
30. De l'air pour la planète
31. C'est dans la poche
32. Incendie à Madagascar
33. Urgence sur la banquise
34. Le chant des baleines
35. Le courage des manchots
36. La nuit du chat pêcheur
37. Les têtes d'or
38. Le monstre des profondeurs
39. Les dauphins pêcheurs
40. Requins en péril !
41. Menace sur les loutres
42. Sauvons les éléphants
43. La fureur du tigre
44. Panique en mer d'Aral
45. À la poursuite de l'anaconda
46. Trafic sur le net
47. Grenouilles dans la brume
48. La grande tortue d'or
49. Le héros de l'Altiplano
50. Alerte aux cachalots !
51. Gare aux hélices
52. Trafic en Asie

## Voix
- Geneviève Doang : Claire
- Hélène Bizot : Julien
- Philippe Valmont : l'oncle Mark
- Susan Sindberg
- Patrick Pellegrin
- Coco Noël

 Source et légende : version française (VF) sur RS Doublage